# 山本宜史
山本 宜史(やまもと のりふみ、1964年4月13日 - )は日本のスポーツ指導者。2016年のリオデジャネイロオリンピックでは体操・トランポリン日本代表の監督を務めた。2017年1月1日に日本体操協会の専務理事代行に着任、2018年9月現在、日本体操協会の専務理事を務める。

## 2018年8月に発覚したパワハラ疑惑に関して
2018年8月29日の宮川紗江の記者会見に端を発する日本体操協会女子体操強化本部長の塚原千恵子と協会副会長の塚原光男によるパワハラ疑惑について、同日行われた日本体操協会の記者会見に山本は専務理事として協会を代表する立場で出席し、暴力行為による速見佑斗コーチの処分にあたって被害者とされる宮川に対する調査を行っていないことを認めた上で、同コーチの処分について宮川が指摘するようなパワハラは関係していないと主張した。また、パワハラについては自身は知らないとして上で、宮川より正式の申し出があれば調査を行うと説明した。翌30日に協会は第三者委員会に調査をゆだねる方針を記者会見で発表した。ちなみに、協会の2018年の組織図によると女子体操強化本部長は山本が務める専務理事の部下にあたり、副会長は専務理事の上司にあたる。